# Ghennadi Buharin
Ghennadi Buharin (n. 10 august 1929, Rybnaya Sloboda⁠(d), RSFS Rusă, URSS – d. 3 noiembrie 2020) a fost un canoist ce a reprezentat Uniunea Republicilor Sovietice Socialiste, medaliat olimpic. A participat la o ediție a Jocurilor Olimpice (1956) în care a câștigat două medalii de bronz.